# CeBIT

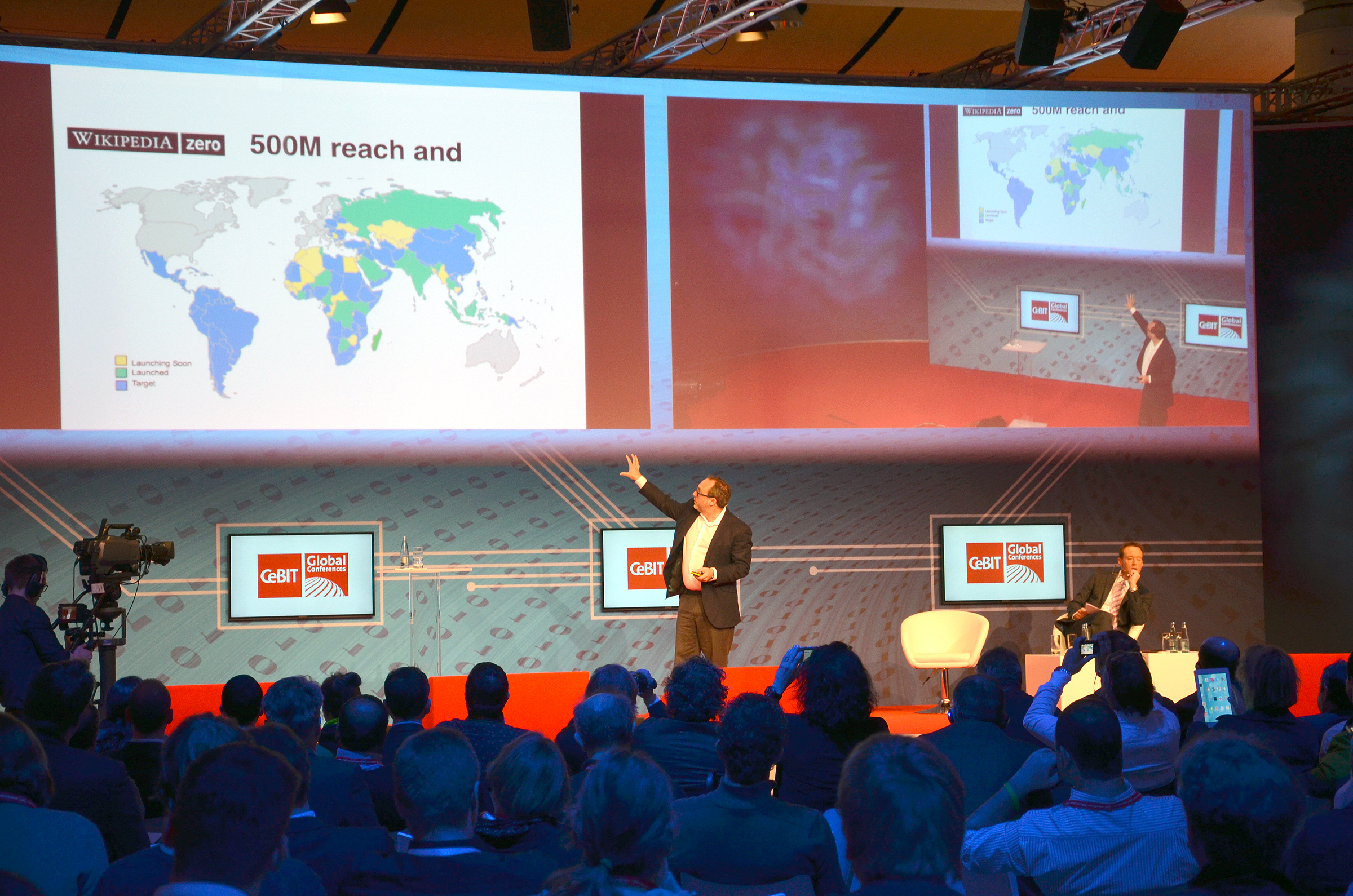
Jimmy Wales 2014 on CeBIT Global Conferences, Wikipedia Zero

CeBIT (нім. Centrum für Büroautomation, Informationstechnologie und Telekommunikation, Центр автоматизації діловодства, інформаційних технологій і телекомунікацій) — найбільша у світі торгова демонстраційна виставка цифрових інформаційних технологій, телекомунікаційних рішень для дому та офісу. Основною цільовою аудиторією були споживачі промисловості, гуртової та роздрібної торгівлі, кваліфіковані працівники, банки, сектор послуг, урядові та наукові агенції тощо.
Виставка проводилася щороку у березні у Експоцентрі Ганновер (нім. Messegelände Hannover), Ганновер, Німеччина. Захід організовував Deutsche Messe AG.

## Історія
| Рік  | Дата проведення | Учасники | Відвідувачі | Виставкова площа (м²) |
| ---- | --------------- | -------- | ----------- | --------------------- |
| 2012 | 6—10 березня    | 4200+    | 312 000     |                       |
| 2011 | 1—5 березня     |          | 339 000     |                       |
| 2010 | 2—6 березня     |          | 334 000     |                       |

## Закриття
Поступово популярність такого формату, як виставки в ІТ-сфері, знижувалася. У 2018 році Deutsche Messe AG, організатор виставки, спробувала надихнути новий формат New Cebit, але кількість відвідувачів та кількість учасників була дужа мала. І було оголошено про закриття виставки Cebit.